# Llongahue
Llongahue o Llungahue, es un caserío localizado en la comuna de Panguipulli, se ubica en la bocatoma del Lago Pullinque, entre los lagos Panguipulli y Calafquén.
Aquí se encuentra la Posta Rural Bocatoma y la Escuela Rural Bocatoma. Esta escuela rural ha tenido una especial atención para la enseñanza dada su vinculación con el pueblo mapuche-huilliche por lo que ha sido parte del programa de Educadores Tradicionales, apoyando la enseñanza de la lengua mapuche y la interculturalidad, permitiendo generar un enlace entre la comunidad indígena y el establecimiento educacional.

## Hidrología
Llongahue se encuentra junto al río Huanehue que desagua las aguas del Lago Pullinque hacia el Lago Panguipulli, antiguamente el desagüe natural del Lago Calafquén se denominaba Río Huanehue.

## Historia
Llongahue era el punto de residencia del Cacique Naguilef Nancon que participó en 1907 en el Parlamento de Coz Coz
El año 1962 se realiza la modificación artificial del Lago Pullinque aumentando su nivel para la creación de la Central Hidroeléctrica Pullinque, una central de paso.

## Accesibilidad y transporte
Llungahue se encuentra a 17,1 km de la ciudad de Panguipulli a través de la Ruta 203.